# Exact Sciences

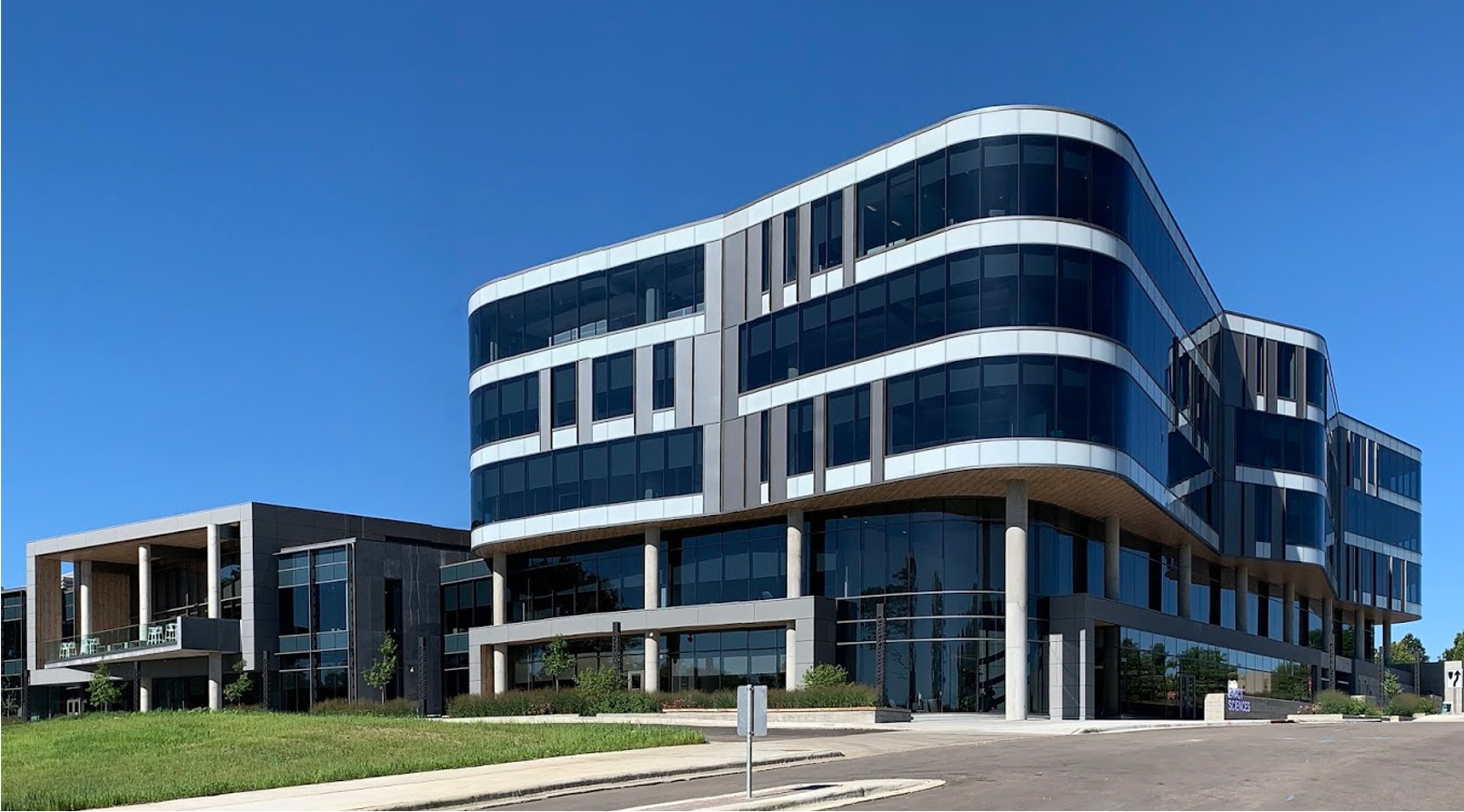
Hauptsitz in Madison, Wisconsin

Exact Sciences Corp. ist ein US-amerikanisches Biotechnologieunternehmen mit Sitz in Madison, Wisconsin, das sich auf die Erkennung von Krebserkrankungen im Frühstadium spezialisiert hat. Das Unternehmen konzentrierte sich zunächst auf die Früherkennung und Prävention von Darmkrebs; 2014 brachte es Cologuard auf den Markt, den ersten Stuhl-DNA-Test für Darmkrebs. Seitdem hat Exact Sciences sein Produktportfolio um andere Screening- und onkologische Präzisionstests für weitere Krebsarten erweitert. Produkte von Exact Sciences werden in mehr als 90 Ländern verkauft und erzielten 2023 einen Umsatz von 2,5 Milliarden US-Dollar.

## Geschichte
Exact Sciences wurde 1995 von Stanley Lapidus und Anthony Shuber in Marlborough (Massachusetts) gegründet. Ziel des Unternehmens war es, innovative Tests für die Früherkennung von Krebs zu entwickeln. In den frühen Jahren konzentrierte sich Exact Sciences auf die Forschung und Entwicklung von nicht-invasiven Tests, insbesondere für Darmkrebs. 2001 erfolgte der Börsengang mit einer Listung an der NASDAQ. Das Unternehmen erlebte danach allerdings eine längere Stagnation und stieg zeitweise zu einem Pennystock herab. Mit der Ankündigung eines gegenseitigen Kooperations- und Lizenzierungsabkommens zwischen Exact Sciences und der Mayo Clinic im Juni 2009 begann eine bedeutende Wende für das Unternehmen. Gleichzeitig wurde mit Kevin Conroy ein neuer CEO ernannt und der Hauptsitz von Massachusetts in die Universitätsstadt Madison in Wisconsin verlegt.
Ein entscheidender Durchbruch gelang 2014 mit der Markteinführung von Cologuard, einem nicht-invasiven, stuhlbasierten DNA-Test zur Früherkennung von Darmkrebs. Der Test wurde in Zusammenarbeit mit der Mayo Clinic entwickelt und war der erste seiner Art, der von der US-amerikanischen Food and Drug Administration (FDA) zugelassen wurde. Der Test analysiert genetische Marker im Stuhl, um Anzeichen für Krebs frühzeitig zu erkennen. Dieser kommerzielle Durchbruch erlaubte dem Unternehmen, eine Reihe von Übernahmen durchzuführen und deutlich zu wachsen. Im Sommer 2019 eröffnete Exact Sciences eine neue Labor- und Lagereinrichtung mit einer Fläche von 169.000 Quadratmetern, um seine Testkapazitäten für Cologuard zu erweitern, und kündigte seine bisher größte Akquisition an. Genomic Health, ein Unternehmen für genetische Krebserkennung mit Sitz in Redwood City, Kalifornien, wurde für 2,8 Milliarden US-Dollar übernommen. Anfang 2022 kündigte Exact Sciences die Erweiterung seiner Operationen in Madison an, darunter der Bau eines neuen Entwicklungszentrums, Labors und Lagerhauses, wodurch knapp 1300 Arbeitsplätze entstehen sollen.

## Produkte

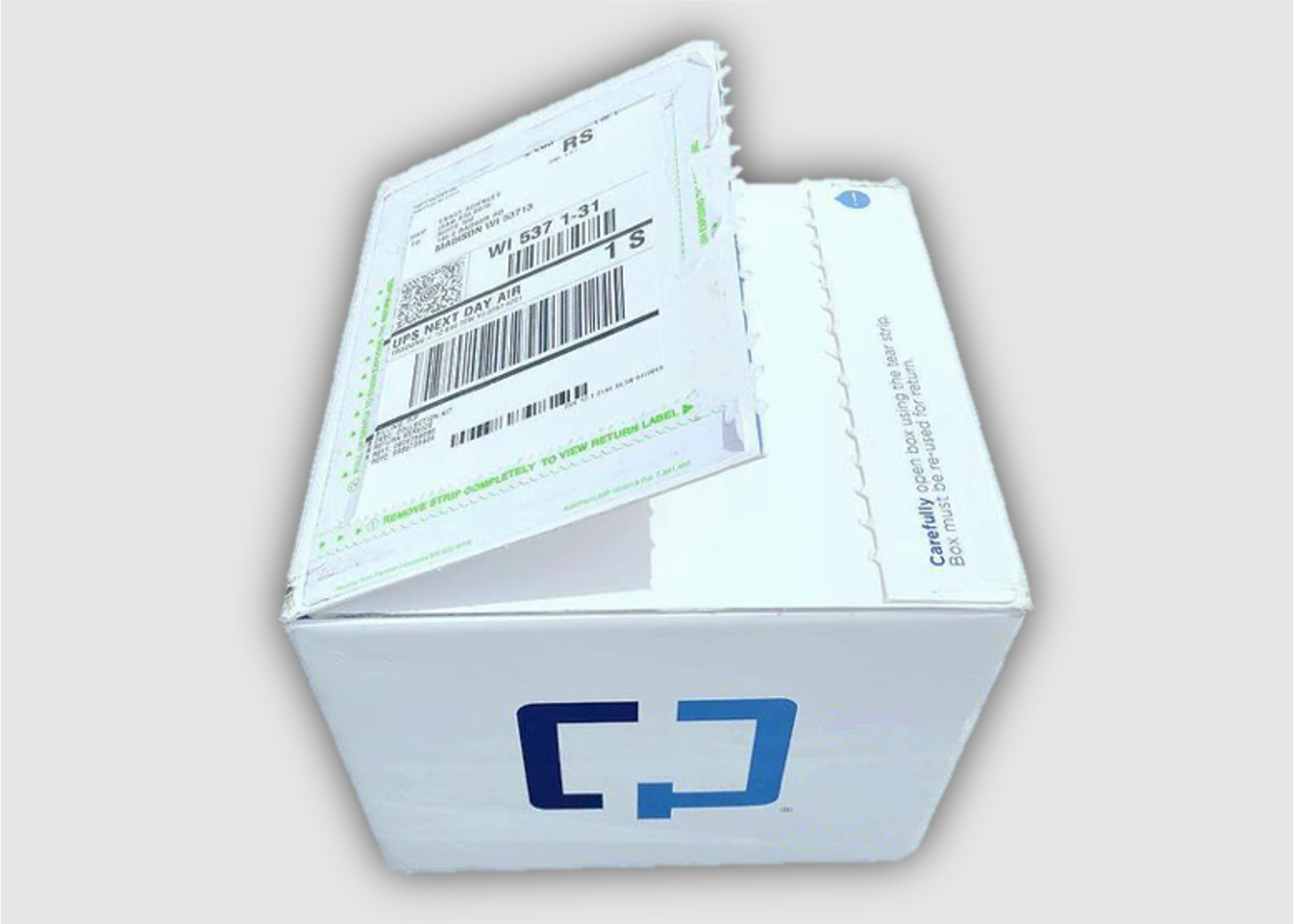
Cologuard-Testkit

Verfügbare Produkte mit dem Jahr der Markteinführung sind:
- Oncotype DX Breast Recurrence Score (2004), Genbasierter Test für Brustkrebs
- Oncotype DX Colon Recurrence Score (2010), Genbasierter Test für die Ermittlung des Darmkrebsrisikos
- Oncotype DX Breast DCIS Score (2011), Genbasierter Test für die Ermittlung des Risikos für das Wiederauftreten von Brustkrebs
- Cologuard (2014), Stuhbasierter Test für Brustkrebs
- OncoExTra (2020), Genbasierter Test zur Optimierung der Behandlung von Krebspatienten
- Oncoguard Liver (2022), Bluttest für Leberkrebs
- Riskguard (2024), Blut- und Speichelprobentest für die Ermittlung des erblichen Krebsrisikos

Das Unternehmen besitzt weitere Produkte in der Pipeline, dazu gehören Tests auf Speiseröhren-, Brust-, Lungen-, Leber- und Bauchspeicheldrüsenkrebs. Das Unternehmen arbeitet auch mit der Mayo Clinic zusammen, um Biomarker zu identifizieren, die mit den 15 tödlichsten Krebsarten in Verbindung stehen.